# Wm. K. Walthers

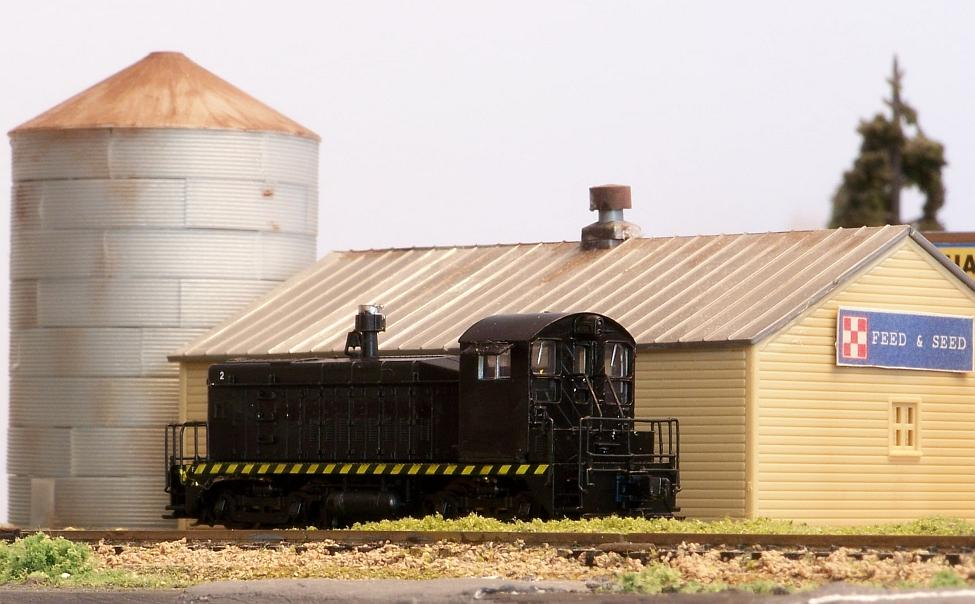
Una SW8 della linea Life-Like

Wm. K. Walthers, Inc. è un produttore e distributore statunitense di fermodellismo.

## Storia
Venne fondata a Milwaukee nel 1932 ma in realtà prima, sette anni prima, quando il bambino Bill Walthers a sette anni ebbe la sua prima esperienza con un regalo di Natale, un piccolo treno. Continuò con il suo hobby e si costruì i primi modelli da solo. Dopo aver scritto una serie di articoli su come costruire controlli remoti e sistemi di segnali, ricevette tante lettere da appassionati come lui che si mise a costruirli per altri. Il primo (sul numero di maggio di The Model Maker) catalogo di 24 pagine, a 15¢, presentava linee ferroviarie, accoppiatori e dispositivi elettrici. Le vendite superarono i 500$ per il primo anno, e l'azienda ebbe un inizio promettente. Nel giro di cinque anni, Walthers crebbe così tanto che ebbe bisogno di una nuova sede. Si trasferì sulla Erie Street, dove ogni cosa prodotta fu fabbricata in casa. Nel 1937 creò una linea in scala H0. Bill partecipò alla fiera mondiale del 1939, dando un incremento agli affari. Presto però le possibilità di espansione furono limitate dall'inizio del secondo conflitto mondiale.
Nel 1958 Bill si ritira e il figlio Bruce prende le redini dell'azienda. Nel 1960 Walthers divenne un distributore di altri marchi, continuando lo sviluppo delle linee Walthers. Dall'inizio degli anni '70, il nipote Phil entra in azienda. La creazione della Walthers Importing Division aggiunse diversi modelli. La fabbrica modernizzata. Code 83 track fu introdotto nel 1985, dando ai plastici maggior realismo. Nel 1990, la Cornerstone Series per gli edifici fu svelata; rese possibile ai fermodellisti la duplicazione di operazioni, maggior realismo. La Train Line Deluxe Sets e locomotive debuttarono nel 1994.
La Walthers continuò ad espandersi. Walthers partecipò alla celebrazione National Train Show, della National Model Railroad Association (NMRA) che fu fondata a Milwaukee nel 1935.

## Prodotti
Walthers produce in scala H0 e scala N.
- WalthersProto - la qualità più elevata
- WalthersMainline - miglio rapporto qualità prezzo
- WalthersTrainline - entry level per principianti
- WalthersTrack - scala HO
- Walthers Cornerstone - palazzi e accessori per tutte le scale
- Walthers SceneMaster - diorami e scenari
- WalthersN - mezzi in scala N
- Walthers Controls - controllo elettrici
- Walthers Tools & Screws - utensili